# Leptosphaeroma gottschei
Leptosphaeroma gottschei là một loài chân đều trong họ Sphaeromatidae. Loài này được Hilgendorf miêu tả khoa học năm 1885.